# Witold Kazimierz Czartoryski
Witold Kazimierz Filip Maria Czartoryski, né le 10 mars 1876 à Paris, mort le 29 octobre 1911 à Versailles, est un prince polonais de la famille Czartoryski, ordynat de Gołuchów

## Biographie
Witold Kazimierz Czartoryski est le fils de Władysław Czartoryski et de Marguerite Adélaïde d'Orléans

## Sources
- (pl) Cet article est partiellement ou en totalité issu de l’article de Wikipédia en polonais intitulé « Witold Czartoryski (ordynat) » (voir la liste des auteurs).